# Pierre Petit d'Hauterive
Pour les articles homonymes, voir Hauterive.
Pierre Petit d'Hauterive, né à Ricey-Haute-Rive et mort à Paris en 1812, est un magistrat et jurisconsulte français.

## Biographie
Procureur au parlement de Paris à partir de 1781 au 59 Rue Quincampoix,. Lorsque la révolution française éclate, il occupait toujours ce poste rue Saint-Merri. Il se distingue en tant que magistrat intègre dans les diverses fonctions qu'il assure. Sous la Révolution, il se distingue dans les fonctions de l'ordre judiciaire du ministère public. Il est employé au Comité de législation de l'Assemblée législative et de la Convention.
Il est ensuite assesseur de juge de paix. Il fait partie des quelques hommes de loi de profession qui intègrent les nouveaux tribunaux civils de Paris en fonctionnement à partir du début avril 1793 et il est nommé juge suppléant dans le Ve arrondissement,. Il siège à la place de Bruslé.
Élu par la Convention en troisième position par 61 voix juste derrière Jean-Baptiste Coffinhal (64 voix) et Gribeauval (63 voix), pour faire partie des sept juges du tribunal révolutionnaire début août 1793. Les sept juges sont Coffinahl, Gribeauval, Dobsent, Petit d'Hauterive, Deliège, Lubin, Scellier. Fouquier-Tinville annonce au ministre de la Justice qu'il a prêté serment (le 5 ou 6 août), ainsi que Coffinhal, Scellier et Dobsent et qu'ils sont entrés en fonction. Le ministre « se réjouit du choix de ces citoyens, dont le civisme bien prononcé et les lumières sont de sûrs garants que le tribunal ne perdra rien de la confiance publique ». Il est nommé juge au Tribunal Criminel de Paris le 26 septembre 1793. La révolution se durcit et il est dénoncé à la société des Jacobins, à la suite de son refus d'accepter la place de juge au tribunal révolutionnaire et n'échappe qu'avec peine à la mort,.
Au renouvellement du tribunal après le 9 Thermidor, il y est nommé substitut de l'accusateur public,,. Il se montre ferme et modéré dans la poursuite, et fait preuve d'impartialité et d'éloquence dans ses réquisitoires contre Carrier et le comité révolutionnaire de Nantes,.
Début janvier 1795, il est nommé commissaire du gouvernement près les directeurs du jury d'accusation, en remplacement de Naulin. Il devient ensuite juge au tribunal criminel du département de la Seine,. Déçu de ne pas avoir été nommé à la Cour d'appel, il en éprouve un « vif chagrin » et meurt à l'âge de 57 ans.
Il est le père de Pierre-Alexandre-Stanislas Petit d'Auterive, procureur général à Pondichéry, et du général François-Amable Petit d'Autrive.

## Travaux
Il effectue des travaux et des recherches sur les lois criminelles, contribuant à la partie législation de l'édition des lois criminelles imprimées par Sagnier,.

## Sources bibliographiques
- Antoine-Vincent Arnault, Antoine Jay et Victor-Joseph Etienne de Jouy, « Petit d'Hauterive (Pierre) », dans Biographie nouvelle des contemporains, vol. Tome 16, 1824 (lire en ligne), p. 204-205.
- Antoine-Mathieu Casenave et Aristide Douarche, « Petit d'Auterive, d'Autrive ou d'Auterive (Pierre) », dans Les tribunaux civils de Paris pendant la Révolution [1791-1800] : documents inédits recueillis avant l'incendie du Palais de justice de 1871., vol. 2, Paris, L. Cerf, Noblet & Quantin, 1907, 976 p. (lire en ligne).
- « Petit d'Hauterive (Pierre) », in Lucien Coutant, Histoire de la ville et de l'ancien comté de Bar-sur-Seine. Volume 1, 1854, pp. 444-445
- Augustin Challamel et Elphège Boursin, « Petit d'Hauterive (Pierre) », dans Dictionnaire de la Révolution française, institutions, hommes et faits, Paris, Librairie Furne, Jouvet & Cie, 1893, 935 p. (lire en ligne). .
- Marcel Fournier et Fernand Faure, « Les tribunaux civils de Paris (20 Septembre 1792 - 18 Brumaire An VIII) », Revue Politique et Parlementaire, vol. Douzième année, no Tome XLVI,‎ octobre 1905, p. 135-159 (lire en ligne)
- G. Lenotre, Mémoires et souvenirs sur la Révolution et l'Empire. Le Tribunal révolutionnaire (1793-1795), Paris, Perrin & Cie, 1908, 370 p. (lire en ligne)
- Alexandre Guénin et Alexandre Ray, « Statistiques du canton des Riceys : 9. Biographie du canton de Riceys », Mémoires de la Société d'agriculture, sciences et arts du département de l'Aube, Troyes, Ath. Payn, Bouquot & Dufour-Bouquot,‎ 1851, p. 621-626 Notice biographique succincte de "M. Petit d'Hauterive" p.624
- Alexandre Tuetey, Répertoire général des sources manuscrites de l'histoire de Paris pendant la Révolution française, vol. Tome 8, Paris, Imprimerie Nouvelle (Association ouvrière), 1908, 847 p. (lire en ligne)